# Collabro
Collabro est un boys band britannique, vainqueur de la huitième saison de Britain's Got Talent en 2014. Spécialisée dans les comédies musicales, le groupe se compose actuellement de Michael Auger, Jamie Lambert, Matthew Pagan et Thomas J. Redgrave.
Leur premier album, Stars, sorti le 18 août 2014, a fait ses débuts en première position des Hit-parades au Royaume-Uni.

## Biographie
Le groupe Collabro est créé en janvier 2014. Jamie Lambert et Matthew Pagan se connaissaient déjà, et ont utilisé les réseaux sociaux pour trouver trois chanteurs supplémentaires pour composer l'ensemble du groupe. À l'issue des auditions, Michael Auger et Thomas J Redgrave rejoignent le groupe, suivi de Richard Hadfield qui a été repéré sur YouTube en chantant Bring Him Home de la comédie musicale des Misérables. 
Un mois après la formation, le groupe est auditionné dans la huitième saison de Britain's Got Talent en 2014 et ont interprété la chanson Stars de la comédie musicale Les Misérables. Ils ont reçu une standing ovation de la part du public et du jury. Simon Cowell a par ailleurs affirmé que « Britain really has got talent ». Qualifiée pour les demi-finales en direct et ayant concouru dans le premier groupe, leur interprétation de Bring Him Home a reçu le plus grand nombre de votes du public (réceptionnant 62,3 % du total des suffrages exprimés). Lors de la finale, un arrangement différent de leur chanson d'audition, Stars pour lequel ils ont reçu 26,5 % des voix, permet au groupe de remporter le concours britannique.
Le 12 juin 2014, Collabro a conclu un contrat de disque avec le label Syco Music de Simon Cowell. L'album est sorti le 18 août 2014. Le 17 juin leur première tournée est annoncée pour 2015 avec la présence de la finaliste Lucy Kay.

## Discographie
| Titre   | Détails de l'album                                                                           | Classement | Classement | Classement | Classement | Classement | Certifications |
| Titre   | Détails de l'album                                                                           | UK         | IRE        | NL         | NZ         | SCO        | Certifications |
| ------- | -------------------------------------------------------------------------------------------- | ---------- | ---------- | ---------- | ---------- | ---------- | -------------- |
| Stars   | - Sorti le : 18 août 2014 - Label : Syco Music - Format : Téléchargement de musique, CD      | 1          | 8          | 33         | 4          | 2          | - BPI: Or      |
| Act Two | - Sorti le : 1er juin 2015 - Label : Syco Music - Format : Téléchargement de musique, CD     | 2          | 36         | 84         | --         | 3          | - BPI: Argent  |
| Home    | - Sorti le : 3 mars 2017 - Label : Peak Productions - Format : Téléchargement de musique, CD | 7          | --         | --         | --         | --         |                |